# Mikindani
Mikindani ist eine Küstenstadt am Indischen Ozean im Süden Tansanias mit etwa 10.000 Einwohnern (Schätzung 2005) und ein Vorort der Distriktshauptstadt Mtwara. Der Name leitet sich von Swahili Mikinda (Palme) ab und bedeutet auf Deutsch etwa „bei den Palmen“.

## Geografie

### Lage
Durch seine Lage in der Mnazi-Bucht war Mikindani schon lange ein sicherer Hafen für Fischer und Händler. In der Stadt mündet der kleine Fluss Mikindani in die Bucht.

### Klima
Das Klima in Mikindani ist tropisch. Jährlich fallen im Schnitt 868 Millimeter Regen. Mehr als 100 Millimeter fallen jeweils in den Sommermonaten Dezember bis April. Im Juni, Juli und August regnet es nur 10 Millimeter. Die Durchschnittstemperatur liegt zwischen 24,1 Grad Celsius im Juli und 26,9 Grad im Dezember.

## Geschichte

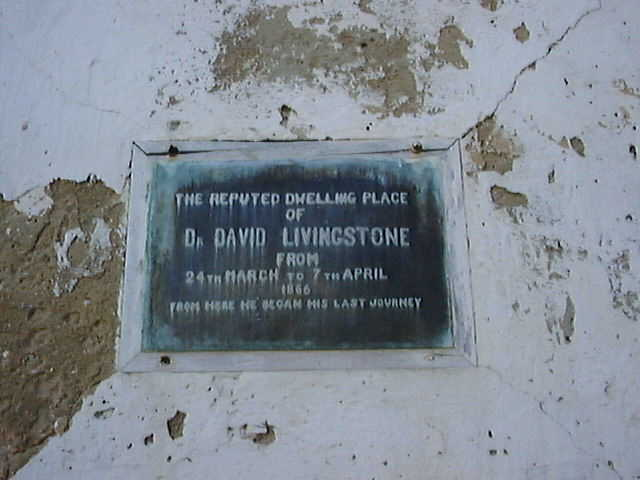
Gedenktafel am Livingstone-Haus

### Arabische Gründung
Eine Siedlung bestand am Nordende der Bucht vermutlich bereits im 9. Jahrhundert. Der Ort selbst wurde von den Arabern aus Oman gegründet, die von hier aus vom 16. bis ins 19. Jahrhundert Handelsrouten ins Landesinnere betrieben. Handelsgüter waren hauptsächlich Sklaven, wodurch das Hinterland stark entvölkert wurde, und Elfenbein. Das ursprüngliche Zentrum war die Siedlung Pemba (nicht zu verwechseln mit der Insel gleichen Namens) etwa 2 km im Norden der jetzigen Stadt. Erstmals wird der Ort auf Seekarten aus dem Jahr 1796 angegeben und 1824 von der britischen Küstenexpedition unter Lt. Boteler beschrieben. Am 24. März 1866 ging David Livingstone hier an Land, um seine letzte Forschungsreise ins Landesinnere anzutreten. Etwa 1870 wurde der Ort durch Überfälle benachbarter Stämme fast verwüstet, mit der Gründung von Plantagen zur Kautschuk-Gewinnung begann einige Jahre später ein deutlicher Aufschwung. Der Siedlungsschwerpunkt wurde an die heutige Stelle verlegt.

### Deutsche Kolonialzeit

Mikindani zur deutschen Kolonialzeit, vor 1910

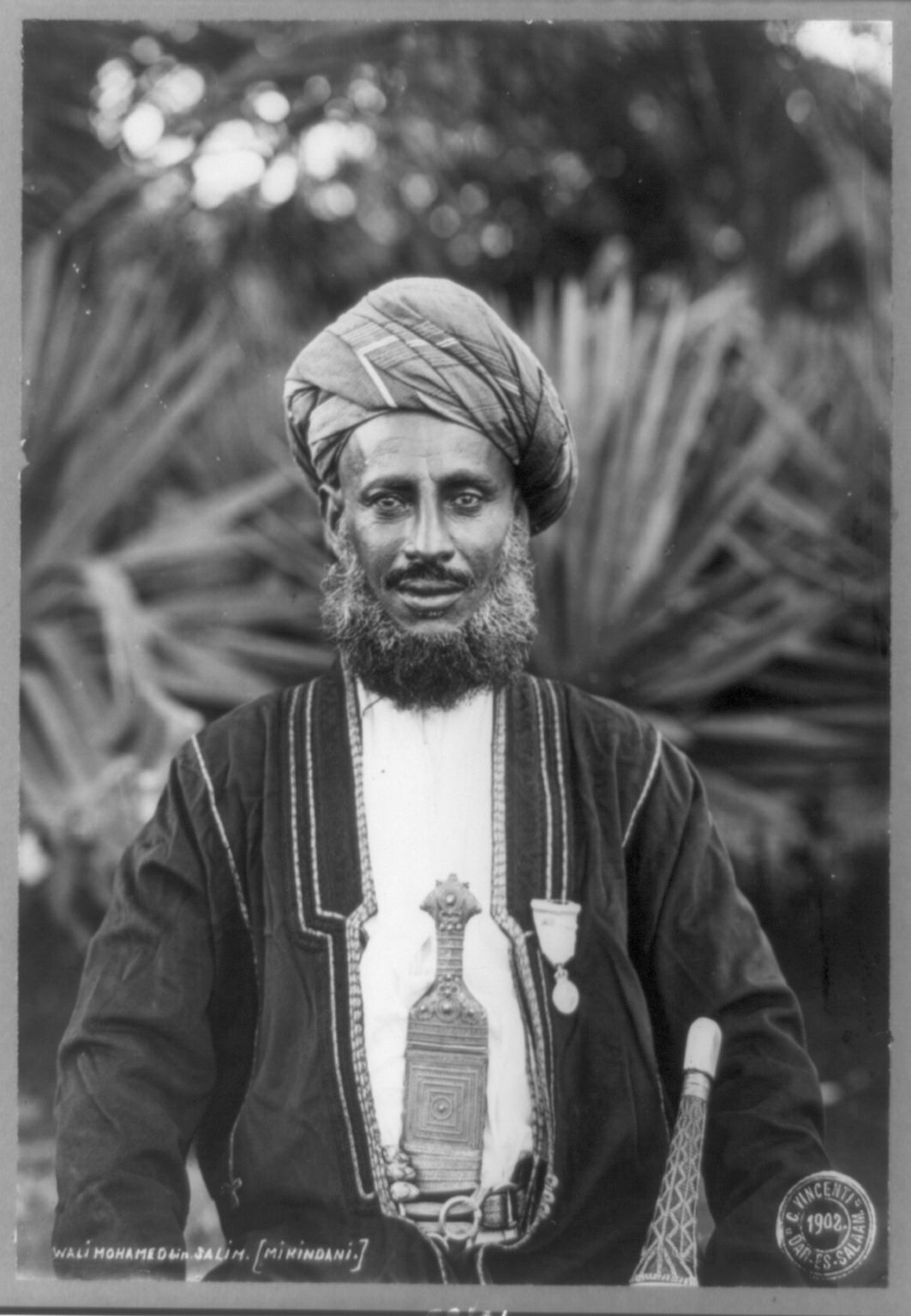
Wali Mohamed bin Salim, Würdenträger aus Mikindani. Photographie Carl Vincentis, 1902

Nach der Gründung der Kolonie Deutsch-Ostafrika wurde Mikindani 1890 zur Bezirksnebenstelle erhoben, es wurde 1895 ein Verwaltungsgebäude (sog. Boma) errichtet, daneben Hafen- und Zollgebäude (wegen der nahen Grenze zu Portugiesisch-Ostafrika). Robert Koch führte hier für etwa 1 Jahr verschiedene Forschungsarbeiten durch. 1916 wurden die Gebäude am Hafen durch einen britischen Angriff im Ersten Weltkrieg schwer beschädigt.

### Britische Kolonialzeit und Unabhängigkeit
Nach 1948 verlagerte die Britische Kolonialbehörde ihre Haupttätigkeit in das neu gegründete Mtwara, 10 km weiter östlich. Da Mtwara erst seit 60 Jahren, Mikindani jedoch schon seit Jahrhunderten besteht, hat die Stadtverwaltung von Mtwara vor einigen Jahren nach der Eingemeindung die Umbenennung in „Mtwara-Mikindani City Council“ beschlossen.

## Einwohner
Ursprünglich wurde die Stadt von den Makonde bewohnt. Im Lauf der Jahrhunderte vermischte sich die Bevölkerung mit Arabern und Indern. Heute sind die Einwohner mehrheitlich Muslime.

## Wirtschaft und Infrastruktur
Während der deutschen Kolonialzeit wuchs die Bedeutung von Mikindani als Handelsstadt. Kautschuk, Sisal, Kokosnüsse und Ölsaaten waren die wichtigsten Waren. Nach dem Aufschwung von Mtwara verlagerte sich der Handel dorthin und die Einwohner von Mikindani kamen wieder auf die ursprünglichen Lebensweise als Bauern und Fischer zurück. Daneben werden auch Hotels für Touristen angeboten.